# آمنه الحداد
آمنه الحداد (انگلیسی: Amna Al Haddad؛ زادهٔ ۲۱ اکتبر ۱۹۸۹) وزنه‌بردار زن اهل امارات متحده عربی است. وی اولین فرد اماراتی و کشورهای شورای همکاری خلیج فارس که در رقابت‌های منطقه‌ای آسیا  به رقابت پرداخته است. وی همچنین اولین ورزشکار مسلمان زن که با روسری و لباس یک تکه ای به رقابت پرداخته است.